# Łuk kompozytowy

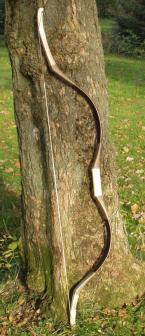
Przykład łuku kompozytowego

Łuk kompozytowy – jeden z typów łuków występujący w łucznictwie tradycyjnym. Najczęściej refleksyjny.

## Budowa

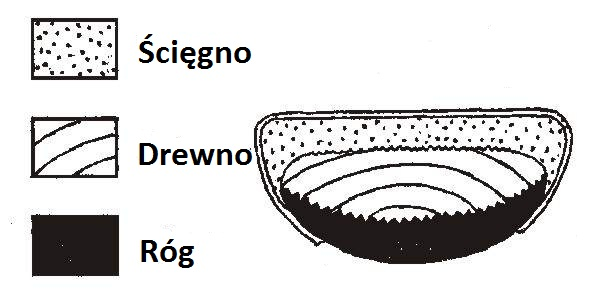
Przekrój przez łuk kompozytowy

Łuk zbudowany jest z trzech zasadniczych warstw. Można wyróżnić kolejno:
- warstwę rogową na brzuścu, najczęściej stosowanym był róg bawołu wodnego,
- rdzeń wykonany najczęściej z drewna (np. morwa, klon itp.) lub bambusa (w Korei),
- ścięgna zwierzęce na grzbiecie.

## Występowanie
Łuk kompozytowy często nazywany jest również łukiem wschodnim ze względu na występowanie. Był używany na wschodzie Europy oraz w Azji. Rozwinęły się jego różne odmiany, np. gungdo w Korei.